# Симонова, Марья
Ма́рья Си́монова, урождённая — Яннаш (Я́нашец), немецкий вариант — Мария Шимон (в.-луж. Marja Simonowa, нем. Marie Simon, 26 августа 1824, Лужица, королевство Саксония — 20 февраля 1877, Лошвиц, королевство Саксония) — серболужицкая сестра милосердия.

## Биография
Родилась 26 августа 1824 года в серболужицкой деревне Добруша в крестьянской семье. Окончила начальную школу в деревне Гнашецы, где изучила немецкий язык. Осиротевшая в 11 лет, большую часть юности прожила в соседней Австрийской империи, где первый раз вышла замуж за человека по фамилии Росек, но позже они развелись.
В возрасте 28 лет переехала в Дрезден, где в 1853 году вышла замуж за Фридриха Антона Симона. Получила образование медсестры, пройдя обучение в Институте диаконис (Diakonissenanstalt Dresden  (нем.)) и университетской больнице в Лейпциге. В 1863 году получила саксонское гражданство.
В 1866 году, во время прусско-австрийской войны, вступила в саксонское отделение Красного Креста и помогала организовывать в Чехии лазареты и госпитали для раненных и больных солдат. После войны по приглашению саксонской королевы Каролы работала в Дрездене в управлении общества призрения, которое основал саксонский король Альберт.
Была сестрой милосердия во время Франко-прусской войны 1870—1871 гг., по окончании которой в 1872 году основала в окрестностях Дрездена, в Лошвице, санаторий для солдат-инвалидов, где организовала обучение медсестёр. Также за свой счёт она основала поликлинику в Нойштадте.
За свою деятельность была удостоена ордена Сидонии, австрийского ордена Франца-Иосифа и прусского креста за заслуги.
Скончалась в своём санатории в Лошвице 20 февраля 1877 года. Спустя два дня при большом стечении народа она была похоронена на Троицком кладбище Дрездена. Её могила, разрушенная бомбардировками союзников во время Второй мировой войны, была восстановлена в мае 2023 года при финансовой поддержке немецкого Красного Креста и местной власти.
публикации
- Meine Erfahrungen auf dem Gebiete der freiwilligen Krankenpflege im Deutsch-Französischen Kriege 1870 — 71. —  Leipzig: Briefe und Tagebuchblätter, F. A. Brockhaus, 1872
- Die Krankenpflege, theoretische und praktische Anweisungen. — Leipzig: J. J. Weber, 1876.